# Ergometrie

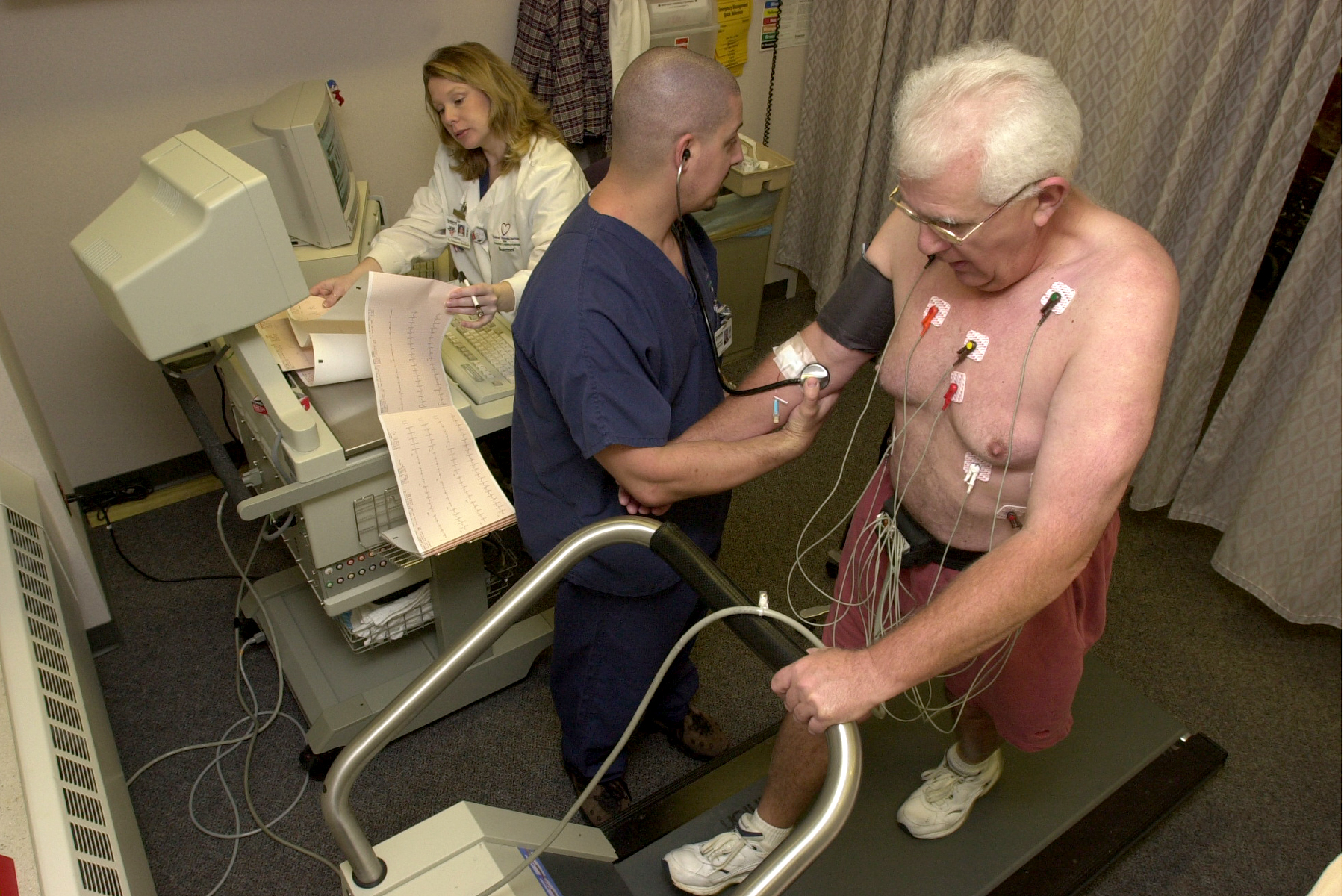
Pacient na vyšetření, zachycen při testu

Ergometrie je lékařská metoda, která sleduje srdce při zátěži. Nejčastěji se k vyšetření používá bicyklový ergometr nebo běžící pás. Při testu se zaznamenává EKG a tepová frekvence. Přístroj po dobu zátěže snímá tepovou frekvenci pomocí elektrod, které jsou připevněny na hrudník a končetiny. Vyšetření je fyzicky náročné, 12 hodin před testem by testovaný neměl pít alkohol ani kouřit, někdy je nutná úprava léků.